# オペル・フロンテラ
フロンテラ（Frontera ）は、かつてオペルが販売していた大型SUV、ならびに2024年から販売を開始したコンパクトSUVである。

## 初代（1992年-1998年）
- 1991年9月、初代フロンテラの生産が開始される[1]。
- 1992年2月に発売。当初から2.4Lガソリンエンジンを搭載した5ドアモデルと、3ドアモデルとして2.0Lガソリンエンジンを搭載したフロンテラスポーツがあった。2.3Lターボディーゼルエンジンは、4ドアモデルでのみ選択可能だった。
- 1995年始めにマイナーチェンジを実施。
- 1998年夏に生産停止。

## 2代目（1998年-2004年）
- 1998年9月に発表される。先代モデルに引き続き、ショートホイールベースのフロンテラスポーツとロングホイールベースのフロンテラから選択できた。
- 2001年夏にマイナーチェンジ。グリルとヘッドライトの意匠を変更。
- 2003年末にドイツでの販売が中止される。
- 2004年初頭にはイギリスでの生産が中止される。

## 3代目（2024年-）
クロスランドの後継として、同じステランティスグループであるシトロエン・C3エアクロスをベースに開発されたコンパクトSUVに「フロンテラ」の名が冠されたことで、車名が20年ぶりに復活。初代ならびに2代目とはパワーユニットも外寸も駆動方式も大きく異なる。
ハイブリッドとEV、2種のパワーユニットを用意する。
尚、ボクスホール向けも「フロンテラ」を名乗る。